# Mercedes Soler
Mercedes Soler (née le 19 novembre 1914 à Los Angeles - morte le 16 février 1971 à Mexico) était une actrice mexicaine de cinéma. Elle était la sœur des frères Soler.

## Filmographie
- 1933 : Águilas de América de Manuel R. Ojeda
- 1935 : Tierra, amor y dolor de Julián S. González et Ramón Peón
- 1937 : ¡Así es mi tierra! d'Arcady Boytler
- 1943 : Internado para señoritas de Gilberto Martínez Solares
- 1944 : El Herrero de Ramón Pereda
- 1947 : Los Siete niños de Écija de Miguel Morayta
- 1948 : Los Viejos somos así de Joaquín Pardavé
- 1948 : Ojos de juventud d'Emilio Gómez Muriel
- 1948 : El Vengador de Rolando Aguilar
- 1949 : Yo maté a Juan Charrasqueado de Chano Urueta
- 1949 : Coqueta de Fernando A. Rivero
- 1949 : El Diablo no es tan diablo de Julián Soler
- 1950 : Cuando acaba la noche d'Emilio Gómez Muriel
- 1950 : Pecado de ser pobre de Fernando A. Rivero
- 1951 : Burlada de Fernando A. Rivero
- 1951 : Le Bagne des filles perdues de Miguel M. Delgado
- 1952 : Un Rincón cerca del cielo de Rogelio A. González
- 1954 : La Perversa de Chano Urueta
- 1954 : Lágrimas robadas de Julián Soler
- 1955 : El Seductor de Chano Urueta
- 1955 : Sólo para maridos de Fernando Soler
- 1956 : Amor y pecado d'Alfredo B. Crevenna
- 1957 : El Vampiro de Fernando Méndez
- 1958 : El Gran premio de Carlos Orellana